# (4824) Stradonice
(4824) Stradonice es un asteroide perteneciente al cinturón de asteroides, descubierto el 25 de noviembre de 1986 por Antonín Mrkos desde el Observatorio Kleť, České Budějovice, República Checa.

## Designación y nombre
Designado provisionalmente como 1986 WL1. Fue nombrado Stradonice en homenaje a la antigua ciudad celta de Stradonice, localizada en el centro de Bohemia encima del río Berounka. Fundada en el siglo I a. C. y conocida por sus tesoros monedas de oro y plata célticas.

## Características orbitales
Stradonice está situado a una distancia media del Sol de 2,288 ua, pudiendo alejarse hasta 2,418 ua y acercarse hasta 2,159 ua. Su excentricidad es 0,056 y la inclinación orbital 6,474 grados. Emplea 1264 días en completar una órbita alrededor del Sol.

## Características físicas
La magnitud absoluta de Stradonice es 13,6. Tiene 4,119 km de diámetro y su albedo se estima en 0,454. Está asignado al tipo espectral Sr según la clasificación SMASSII.